# لشکر بیستم زرهی (ورماخت)
لشکر بیستم زرهی (به آلمانی: 20. Panzer-Division) یکی از لشکرهای زرهی نیروی زمینی آلمان در دوره رایش سوم بود که در جبهه شرقی جنگ جهانی دوم به عملیات پرداخت.

## تشکیل
لشکر بیستم زرهی روز ۱۵ اکتبر سال ۱۹۴۰ از دو هنگ ۵۹ و ۱۱۲ پیاده‌نظام با مجموعاً ۴ گردان پیاده‌نظام شکل گرفت. بخش زرهی اصلی لشکر را هنگ ۲۱ زرهی با سه گردان تشکیل می‌داد. یگان‌های متحرک دیگر لشکر شامل گروه شناسایی زرهی و گردان موتورسوار می‌شد. هنگ ۹۲ توپخانه نیز پشتیبانی از لشکر را برعهده داشت. یک گروه مخابرات، یک گردان مهندسی، یک گروه اختصاصی ضد تانک و یگان‌های تدارکاتی شامل خدمات بهداری، گروهان‌های نانوایی و قصابی نیز جزو ساختار لشکر بودند. سرتیپ هورست اشتومپف روز ۱۳ نوامبر به عنوان نخستین فرمانده این لشکر منصوب شد. پس از گردآوری بخش‌های مختلف لشکر یک برنامه جامع و شدید آموزشی با تأکید بر رزم متحرک در طول زمستان سال‌های ۱۹۴۰ و ۱۹۴۱ برای آن اجرا شد.

## تاریخچه عملیاتی

### شوروی

#### بلاروس

گذر لشکر بیستم زرهی از رود دوینا، ۷ ژوئیه ۱۹۴۱

در جریان نبرد اسمولنسک لشکر بیستم زرهی در جناح شمالی نیروهای آلمانی به عنوان سرنیزه زرهی گروه زرهی ۳ روز ۷ ژوئیه سال ۱۹۴۱ به رود دوینا رسید. کاهش سرعت لشکر در اثر بارندگی شدید فرصت کافی را به نیروهای دشمن جهت آماده‌سازی دفاعی در طول کرانه شرقی رودخانه مخصوصاً در ناحیه اولا داده بود. با از دست دادن مزیت تهاجم غافلگیرانه، سرلشکر هورست اشتومپف، فرمانده لشکر تصمیم به یورش همه‌جانبه با پشتیبانی کامل آتش گرفت. مقرر گشت پس از تهاجم سپاه ۸ هوایی و ۱۵ دقیقه گلوله‌باران توسط هنگ ۹۲ توپخانه و سایر یگان‌های توپخانه ملحق‌شده به لشکر، هنگ ۵۹ پیاده‌نظام از بخش شمالی اولا از رود بگذرد. طبق برنامه بمباران هوایی سپاه ۸ هوایی ساعت ۲ بعد از ظهر و ۴۵ دقیقه بعد گلوله‌باران توپخانه آغاز شد. ساعت ۳ بعد از ظهر نخستین قایق‌های تهاجمی گردان مهندسی لشکر شروع به گذراندن هنگ پیاده‌نظام از رود کردند. تهاجم و گلوله‌باران هوایی و توپخانه‌ای کوتاه اما شدید نیروهای دشمن را با موفقیت زمین‌گیر کرده بود تا مقاومت ضعیفی از خود نشان دهند. بدین ترتیب نیروهای پیاده‌نظام قادر به عبور از دوینا در محلی که مواضع دفاعی دشمن فاصله بیشتری با کرانه رود داشت، گشتند. همزمان گردان ۲۰ موتورسوار یک حمله ایذایی به سمت اولا ترتیب داد. هنگ ۱۱۲ پیاده‌نظام لشکر در مواجهه با مقاومت ضعیف، تسلیحات سنگین خود را نیز تا ساعت ۴:۳۰ بعد از ظهر از رودخانه گذراند و شروع پیشروی در جاده اصلی کرد. با حمله هنگ ۵۹ پیاده‌نظام پل ناحیه اولا ساعت ۷:۳۰ نیز به تصرف درآمد. قریب به ۲۰۰ تن از نیروهای این هنگ در جریان این درگیری کشته و زخمی شدند. کار عناصر پل‌ساز گردان ۹۲ مهندسی برای احداث یک پل بر روی دوینا تا ساعت ۹ صبح روز ۸ ژوئیه به اتمام رسید. دقایقی بعد عناصر جلودار لشکر حرکت خود به سمت ویتبسک را آغاز کردند.

#### روسیه
لشکر بیستم زرهی در کنار سپاه ۲ موفق شد تا اواخر ماه اوت سال ۱۹۴۱ مقادیر زیادی از نیروهای دشمن را حوالی دمیانسک به محاصره درآورده و منهدم کند و سپس خود را به اوستاشکوف برساند تا شکاف بین گروه ارتش شمال و گروه ارتش مرکز پوشش داده شود.
لشکر بیستم زرهی در جریان نبرد مسکو روز ۱۶ اکتبر حمله به خط دفاعی موژائیسک را آغاز کرد. این لشکر در این زمان تنها ۳۴ تانک عملیاتی از جمله تنها چهار تانک پنزر ۴ در اختیار داشت.